# Lemnos internationella flygplats
Lemnos internationella flygplats är en flygplats i Grekland.   Den ligger i prefekturen Nomós Lésvou och regionen Nordegeiska öarna, i den östra delen av landet, 250 km nordost om huvudstaden Aten. Lemnos internationella flygplats ligger 4 meter över havet. Den ligger på ön Lemnos.